# Археологічний музей Афінської агори
Археологічний музей Афінської агори — археологічний музей в Афінах, розташований на території ділянки Афінської агори у реконструйованій Стоа Атталуса, первісно давтованій близько 150 до н. е.

## Загальна інформація
Характерною особливістю Музею Афінської агори є те, що більшість його експонатів тісно пов'язані з Афінською демократію, оскільки Агора слугувала центром громадського життя Стародавніх Афін.
Стоа Атталуса виявлена в ході розкопок, проведених Грецьким археологічним товариством в період між 1859 і 1902 роками. У 1953–1956 роках первісний вигляд стоа реконструювали спеціально для того, щоб у її приміщенні розмістити колекцію знахідок на території Агори. У 1957 році Грецька держава взяла на себе відповідальність за управління та забезпечення безпеки в музей, а також подальші археологічні розкопки.

## Основна експозиція
Фонди зібрання Археологічного музею Афінської агори містять:
- знахідки у колодязях, родовищах, похованнях, майстернях і святилищах 4 тисячоліття до н. е. — 7 століття до н. е.;
- глиняні, бронзові, кісткові або зі слонової кістки, скляні об'єкти 6 століття до н. е. — 3 століття н. е.;
- скульптура 6 століття до нашої ери — 3 століття н. е.;
- монети від 6 століття до нашої ери до 1831 року доби Грецької революції;
- давньогрецька кераміка від 6 століття до нашої ери до 6 століття н. е.;
- написи, датовані 5 століттям до н. е. — 2 століттям н. е.;
- предмети, пов'язані із суспільним життям в Афінах, зокрема остраки, 5 — 2 століття до н. е.;
- глиняні лампи 7 століття до н. е. — 11 століття н. е.;
- об'єкти, знайдені у глибокому колодязі, датовані 10 — 1 століттям до н. е.;
- кераміка візантійського періоду і турецької окупації — 10-12-м і 17 століття н. е.
- колекція амфор 6 століття до н. е. — доби Візантійської імперії;
- скульптура з перистилю стоа Атталуса 5 століття до н. е. — 3 століття н. е.;
- скульптура і архітектурні елементи Верхньої стоа.

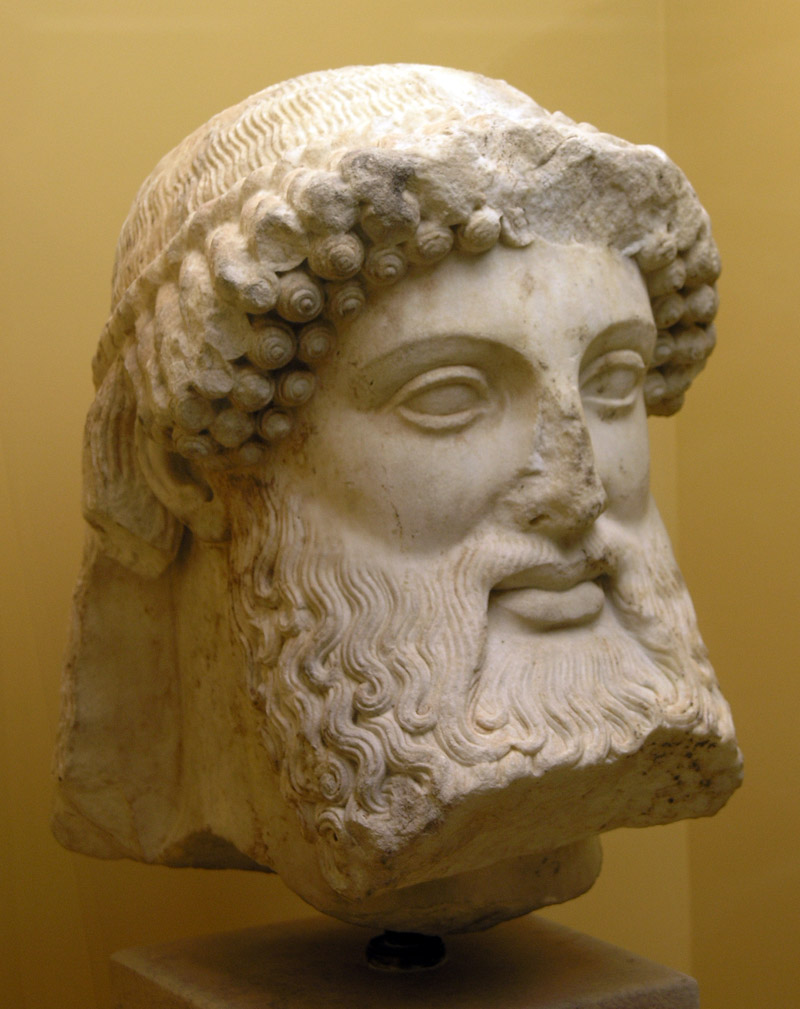
Голова Гермеса
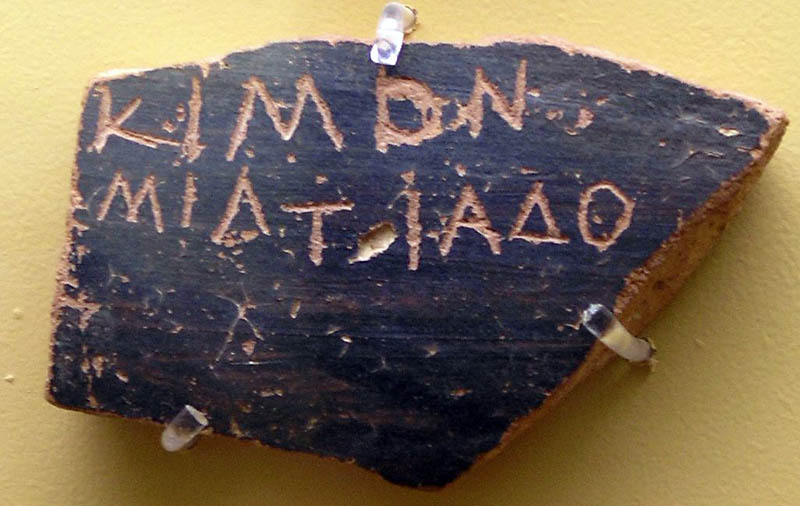
Острака з іменем Кімона та Мільтіада
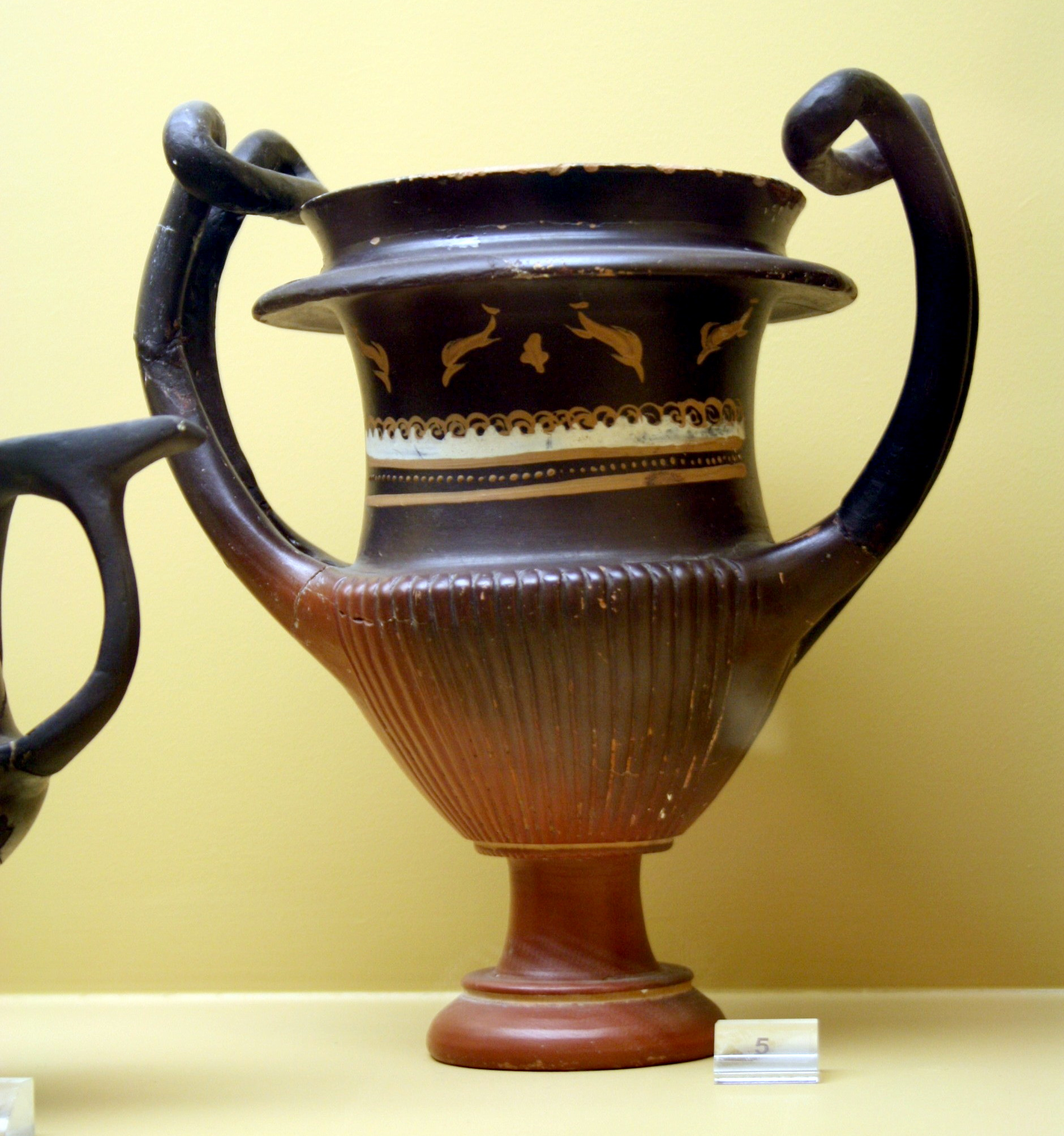
Канфар із розписом у стилі західного нахилу
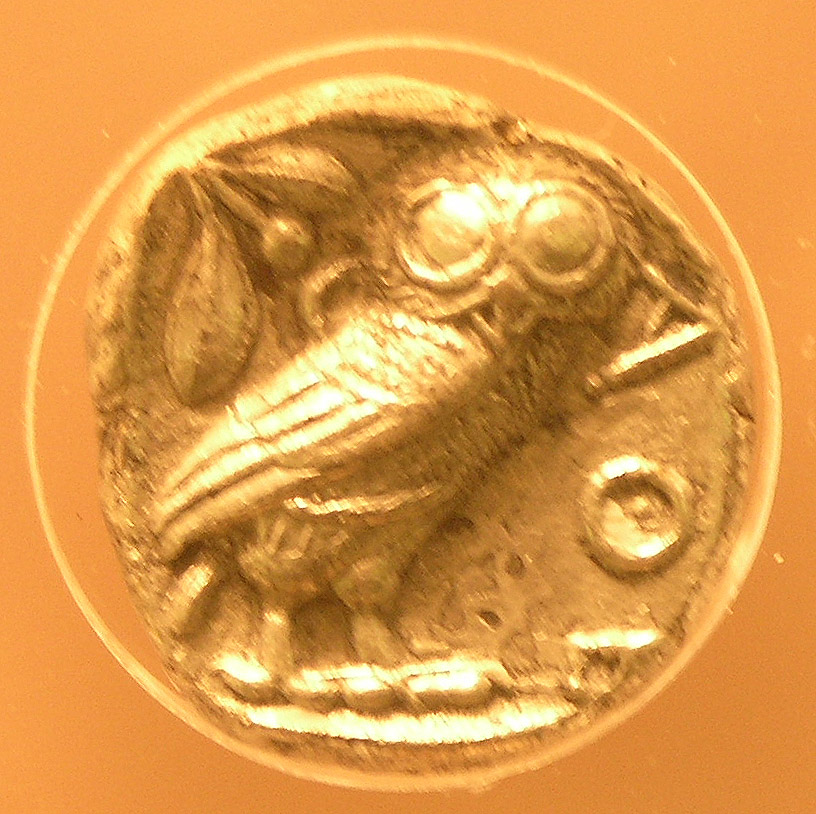
Афінська тетрадрахма